# Eustomias xenobolus
Eustomias xenobolus és una espècie de peix de la família dels estòmids i de l'ordre dels estomiformes.

## Morfologia
- Els mascles poden assolir 17 cm de longitud total.[3][4]

## Hàbitat
És un peix marí i d'aigües tropicals.

## Distribució geogràfica
Es troba al Carib: Saint Croix (Illes Verges Americanes).